# Hiệp Thành, Quận 12
Hiệp Thành là một phường cũ thuộc Quận 12, Thành phố Hồ Chí Minh, Việt Nam.

## Địa lý
Phường Hiệp Thành nằm ở trung tâm Quận 12, có vị trí địa lý:
- Phía đông giáp phường Thới An
- Phía tây và phía bắc giáp huyện Hóc Môn
- Phía nam giáp các phường Tân Chánh Hiệp và Tân Thới Hiệp.

Phường có diện tích 5,42 km², dân số năm 2021 là 103.832 người,  mật độ dân số đạt 19.157 người/km².

## Hành chính
Sau khi chính thức sắp xếp lại các khu phố của 11 phường thuộc địa bàn Quận 12 vào ngày 14/03/2024, phường Hiệp Thành từ 7 khu phố cùng nhiều tổ dân phố ở cấp dưới sẽ chia thành 52 khu phố mới đánh số từ 1 đến 52. Điều đó đồng nghĩa với việc, phường Hiệp Thành sẽ không còn cấp hành chính tổ dân phố như trước.

## Lịch sử
Phường Hiệp Thành được thành lập vào ngày 6 tháng 1 năm 1997 trên cơ sở 255 ha diện tích tự nhiên và 5.121 nhân khẩu của xã Tân Thới Hiệp; 276 ha diện tích tự nhiên và 4.116 nhân khẩu của xã Tân Chánh Hiệp thuộc huyện Hóc Môn.
Sau khi thành lập, phường có 531 ha diện tích tự nhiên và 9.237 người.
Ngày 16 tháng 6 năm 2025, Ủy ban Thường vụ Quốc hội nước Cộng hòa xã hội chủ nghĩa Việt Nam khóa XV thông qua Nghị quyết 1685/NQ-UBTVQH15. Theo đó:
- Sắp xếp toàn bộ diện tích tự nhiên, quy mô dân số của phường Hiệp Thành (Quận 12) và phường Tân Thới Hiệp thành phường mới có tên gọi là phường Tân Thới Hiệp (khoản 34 Điều 1).

Phường Hiệp Thành bị giải thể.